# Чемпіонат світу з хокею із шайбою 1951
Чемпіонат світу з хокею із шайбою 1951 — 18-й чемпіонат світу з хокею із шайбою, який проходив в період з 9 березня по 17 березня 1951 року. Матчі відбувались у Парижі. 
У рамках чемпіонату світу пройшов 29-й чемпіонат Європи.

## Чемпіонат світу Група A (Франція)
| Дата       | Матч чемпіонату світу 1951  | Результат | Період.      |
| ---------- | --------------------------- | --------- | ------------ |
| 9 березня  | Норвегія – США              | 3–0       | 0–0,1–0,2–0  |
| 10 березня | Канада – Фінляндія          | 11–1      | 4–0,4–0,3–1  |
| 10 березня | Швеція – Велика Британія    | 5–1       | 0–1,1–0,4–0  |
| 10 березня | Швейцарія – Норвегія        | 8–1       | 4–1,3–0,1–0  |
| 11 березня | Швеція – США                | 8–0       | 4–0,1–0,3–0  |
| 11 березня | Канада – Норвегія           | 8–0       | 3–0,1–0,4–0  |
| 12 березня | Фінляндія – США             | 4–5       | 0–1,3–1,1–3  |
| 12 березня | Швейцарія – Велика Британія | 7–1       | 2–0,4–1,1–0  |
| 13 березня | Швеція – Норвегія           | 5–2       | 1–0,4–1,0–1  |
| 13 березня | Швейцарія – Фінляндія       | 4–1       | 1–0,2–1,1–0  |
| 13 березня | Канада – Велика Британія    | 17–1      | 0–1,7–0,10–0 |
| 14 березня | Швейцарія – Швеція          | 3–3       | 1–2,1–1,1–0  |
| 15 березня | Норвегія – Велика Британія  | 4–3       | 0–0,1–2,3–1  |
| 15 березня | Швеція – Фінляндія          | 11–3      | 5–0,1–1,5–2  |
| 15 березня | Канада – США                | 16–2      | 5–0,6–2,5–0  |
| 16 березня | Норвегія – Фінляндія        | 0–3       | 0–1,0–0,0–2  |
| 16 березня | Канада – Швейцарія          | 5–1       | 0–1,3–0,2–0  |
| 16 березня | США – Велика Британія       | 6–6       | 1–4,2–1,3–1  |
| 17 березня | Фінляндія – Велика Британія | 3–6       | 0–2,3–0,0–4  |
| 17 березня | Швейцарія – США             | 5–1       | 3–0,1–1,1–0  |
| 17 березня | Канада – Швеція             | 5–1       | 1–0,2–0,2–1  |

### Підсумкова таблиця
| Місце | Збірна          | Матчі | Виграші | Нічиї | Поразки | Шайби | Очки |
| ----- | --------------- | ----- | ------- | ----- | ------- | ----- | ---- |
| 1     | Канада          | 6     | 6       | 0     | 0       | 62–6  | 12   |
| 2     | Швеція          | 6     | 4       | 1     | 1       | 33–14 | 9    |
| 3     | Швейцарія       | 6     | 4       | 1     | 1       | 28–12 | 9    |
| 4     | Норвегія        | 6     | 2       | 0     | 4       | 10–27 | 4    |
| 5     | Велика Британія | 6     | 1       | 1     | 4       | 18–42 | 3    |
| 6     | США             | 6     | 1       | 1     | 4       | 14–42 | 3    |
| 7     | Фінляндія       | 6     | 1       | 0     | 5       | 15–37 | 2    |

## Призери чемпіонату Європи
|  | Швеція    |
|  | Швейцарія |
|  | Норвегія  |

## Чемпіонат світу Група B (Франція)
| Дата       | Матч чемпіонату світу 1951 | Результат | Період.     |
| ---------- | -------------------------- | --------- | ----------- |
| 10 березня | Франція – Італія           | 1–4       | 0–1,0–2,1–1 |
| 11 березня | Нідерланди – Італія        | 1–3       | 1–0,0–2,0–1 |
| 11 березня | Франція – Австрія          | 7–3       | 1–0,1–0,5–3 |
| 11 березня | Югославія – Бельгія        | 3–13      | 0–5,0–3,3–5 |
| 12 березня | Австрія – Бельгія          | 5–3       | 0–1,3–1,2–1 |
| 12 березня | Нідерланди – Югославія     | 5–2       | 0–0,4–1,1–1 |
| 13 березня | Бельгія – Італія           | 3–6       | 1–0,0–1,2–5 |
| 14 березня | Франція – Югославія        | 10–3      | 3–2,3–1,4–0 |
| 14 березня | Австрія – Нідерланди       | 3–4       | 1–1,1–2,1–1 |
| 15 березня | Італія – Югославія         | 6–1       | 1–0,4–1,1–0 |
| 15 березня | Франція – Бельгія          | 10–0      | 2–0,3–0,5–0 |
| 16 березня | Бельгія – Нідерланди       | 1–2       | 0–2,1–0,0–0 |
| 16 березня | Австрія – Італія           | 2–7       | 1–1,0–3,1–3 |
| 17 березня | Австрія – Югославія        | 3–4       | 1–1,1–0,1–3 |
| 17 березня | Франція – Нідерланди       | 7–5       | 1–2,3–1,3–2 |

### Підсумкова таблиця
| Місце | Збірна     | Матчі | Виграші | Нічиї | Поразки | Шайби | Очки |
| ----- | ---------- | ----- | ------- | ----- | ------- | ----- | ---- |
| 8     | Італія     | 5     | 5       | 0     | 0       | 26–8  | 10   |
| 9     | Франція    | 5     | 4       | 0     | 1       | 35–5  | 8    |
| 10    | Нідерланди | 5     | 3       | 0     | 2       | 17–16 | 6    |
| 11    | Австрія    | 5     | 1       | 0     | 4       | 20–25 | 2    |
| 12    | Бельгія    | 5     | 1       | 0     | 4       | 20–30 | 2    |
| 13    | Югославія  | 5     | 1       | 0     | 4       | 13–37 | 2    |